# 仁世宇站

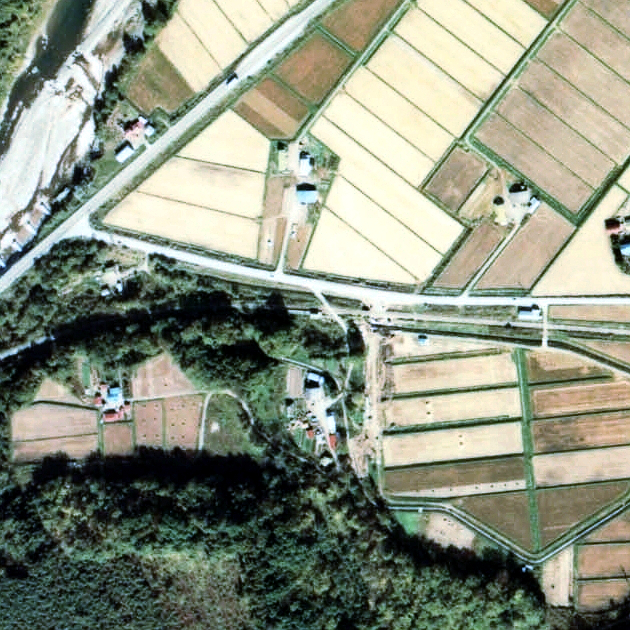
1978年的仁世宇站與方圓約500米範圍。右邊是日高町方向。車站靠近日高町一方設有平交道。此站的規模如臨時乘降場，設有簡單的月台和候車室。

仁世宇站（日语：／ Niseu eki */?）是位於北海道沙流郡平取町字岩知志，日本國有鐵道的富內線車站（廢站）。隨著富內線廢除，車站在1986年（昭和61年）11月1日廢除。

## 歷史
- 1964年（昭和39年）11月5日 - 國有鐵道富內線振內站至日高町站之間開通，此站啟用[1]。當時為客運車站[1]。
- 1986年（昭和61年）11月1日 - 富內線全線廢除，此站也廢除[2]。

### 站名的由來
此站所在地的村落名稱為「瑞穗」。「由於已經有2、3同名站名」，因此使用附近的村落名稱「仁世宇」作為站名。該村落位於此站以北位置。
「仁世宇」這個地名源自阿伊努語的「ニセウウㇱイ（niseu-us-i）」，其意思是「橡子，很多，地方」。

## 車站構造
截至車站廢除前，此站是地面車站，設有1面1線的單式月台。月台位於路軌南邊（日高町方向的列車會開啟右邊車門）。此站沒有轉轍器
在車站啟用時已經是無人車站，沒有車站大樓。月台東邊出入口附近設有上蓋候車室。

## 使用狀況
- 在1981年度（昭和56年度），1日上下車人次為14人[4]。

## 車站周邊
- 國道237號（日高國道）
- 北海道道638号宿志別振内停車場線
- 沙流川[8]
- 仁世宇川[8]

## 現況
截至2011年（平成23年），車站遺址變成空地。路軌旁的路堤還存在。靠近北海道道一處還有平交道遺蹟。另外，截至1999年（平成11年），附近的路軌遺址還有道碴。

## 相鄰車站
日本國有鐵道
富內線
振內－仁世宇－岩知志

## 注腳
1. 1 2 3 4  石野哲（編）. . JTB. 1998: 866. ISBN 978-4-533-02980-6 （日语）.
2. 1 2  . 官報. 1986-10-14 （日语）.
3. 1 2   第1版. 札幌市: 日本国有鉄道北海道総局. 1973-3-25: 99. ASIN B000J9RBUY （日语）.
4. 1 2 3  書籍《国鉄全線各駅停車1 北海道690駅》（小學館，1983年7月發行）108頁。
5. ↑  書籍《北海道道路地図 改訂版》（地勢堂，1980年3月發行）12頁。
6. ↑  本多 貢. 児玉　芳明 , 编. . 札幌市: 北海道新聞社. 1995-01-25: 70  [2018-11-14]. ISBN 4893637606. OCLC 40491505 （日语）.
7. 1 2 3  書籍《北海道の鉄道廃線跡》（著：本久公洋，北海道新聞社，2011年9月發行）91-92頁。
8. 1 2  書籍《北海道道路地図 改訂版》（地勢堂，1980年3月發行）11頁。
9. ↑  書籍《鉄道廃線跡を歩くVII》（JTB出版，2000年1月發行）66頁。